# Llista de monuments de Sarral
Llista de monuments de Sarral inclosos en l'Inventari del Patrimoni Arquitectònic Català per al municipi de Sarral (Conca de Barberà). Inclou els inscrits en el Registre de Béns Culturals d'Interès Nacional (BCIN) amb la classificació de monuments històrics, els Béns Culturals d'Interès Local (BCIL) de caràcter immoble i la resta de béns arquitectònics integrants del patrimoni cultural català.
| Monument                                                           | Protecció | Estil/època                               | Localització                                                    | Coordenades                                          | Codi?     | Imatge |
| ------------------------------------------------------------------ | --------- | ----------------------------------------- | --------------------------------------------------------------- | ---------------------------------------------------- | --------- | --- |
| Aqüeducte a Rocafort de Queralt                                    |           | Obra popular                              | Sarral Montbrió de la Marca                                     | 41° 29′ 05″ N, 1° 17′ 35″ E / 41.48473°N,1.29315°E   | IPA-13038 | Carregueu una nova foto d'aquest monument                                                                                    |
| Molí del Bonet                                                     |           | Obra popular                              | Sarral En un descampat a la dreta del riu de Vallverd           | 41° 28′ 06″ N, 1° 16′ 36″ E / 41.46835°N,1.27658°E   | IPA-13039 | Carregueu una nova foto d'aquest monument                                                                                    |
| Carrer dels Jueus                                                  |           | Obra popular XIII, XX                     | Sarral C. dels Jueus                                            | 41° 26′ 38″ N, 1° 14′ 55″ E / 41.443978°N,1.248627°E | IPA-13104 | Carrer dels Jueus (Sarral) · Vegeu més fotos d'aquest monument · Carregueu una nova foto d'aquest monument                   |
| Església parroquial de Sarral                                      |           | Barroc XVIII                              | Sarral Pl. de l'Església, 18                                    | 41° 26′ 41″ N, 1° 14′ 56″ E / 41.444721°N,1.249024°E | IPA-13105 | Església parroquial de Sarral (Sarral) · Vegeu més fotos d'aquest monument · Carregueu una nova foto d'aquest monument       |
| Casa Rectoral de Sarral                                            |           | Darreres tendències XX                    | Sarral Pl. Església                                             | 41° 26′ 40″ N, 1° 14′ 56″ E / 41.444410°N,1.248803°E | IPA-13107 | Carregueu una nova foto d'aquest monument                                                                                    |
| Celler del Sindicat de Vinicultors de Sarral, o Sindicat dels Rics |           | Noucentisme Pere Domènech Roura XX (1914) | Sarral Av. de la Conca, 33                                      | 41° 26′ 46″ N, 1° 14′ 48″ E / 41.446201°N,1.246647°E | IPA-13108 | Celler del Sindicat de Vinicultors de Sarral · Vegeu més fotos d'aquest monument · Carregueu una nova foto d'aquest monument |
| Sindicat Agrícola de Sarral                                        |           | Noucentisme XX (1913)                     | Sarral Raval de Sant Joan, 5                                    | 41° 26′ 37″ N, 1° 14′ 56″ E / 41.443588°N,1.248992°E | IPA-13109 | Sindicat Agrícola de Sarral · Vegeu més fotos d'aquest monument · Carregueu una nova foto d'aquest monument                  |
| Creu de terme de Sarral                                            |           | Renaixement                               | Sarral Al peu de la carretera de Montblanc                      | 41° 26′ 41″ N, 1° 14′ 40″ E / 41.444784°N,1.244534°E | IPA-13110 | Creu de terme de Sarral · Vegeu més fotos d'aquest monument · Carregueu una nova foto d'aquest monument                      |
| Ermita dels Sants Metges                                           |           | Darreres tendències XX                    | Sarral                                                          | 41° 26′ 25″ N, 1° 15′ 32″ E / 41.440212°N,1.258908°E | IPA-13111 | Ermita dels Sants Metges (Sarral) · Vegeu més fotos d'aquest monument · Carregueu una nova foto d'aquest monument            |
| Casa Anguera                                                       |           | Gòtic-renaixement XVI                     | Sarral C. Major,13                                              | 41° 26′ 42″ N, 1° 14′ 52″ E / 41.445052°N,1.247735°E | IPA-13113 | Carregueu una nova foto d'aquest monument                                                                                    |
| Can Palau                                                          |           | Eclecticisme XVI, XX                      | Sarral C. Sant Joan, 15                                         | 41° 26′ 38″ N, 1° 14′ 55″ E / 41.443889°N,1.248711°E | IPA-13114 | Carregueu una nova foto d'aquest monument                                                                                    |
| Ca l'Isidre                                                        |           | Obra popular XIX Final                    | Sarral Ctra. de Montblanc                                       |                                                      | IPA-13115 | Carregueu una nova foto d'aquest monument                                                                                    |
| Can Pallarés                                                       |           | Obra popular XIX Final                    | Sarral C. Sant Joan, 15                                         | 41° 26′ 37″ N, 1° 14′ 55″ E / 41.443728°N,1.248612°E | IPA-13116 | Carregueu una nova foto d'aquest monument                                                                                    |
| Can Garrofa                                                        |           | Modernisme Cèsar Martinell XX (1926)      | Sarral Pg. del VIII Centenari                                   | 41° 26′ 44″ N, 1° 14′ 49″ E / 41.445463°N,1.246904°E | IPA-13117 | Can Garrofa (Sarral) · Vegeu més fotos d'aquest monument · Carregueu una nova foto d'aquest monument                         |
| Capelleta de Sant Antoni de Pàdua                                  |           | Obra popular XX Inici                     | Sarral C. Major, 12                                             | 41° 26′ 41″ N, 1° 14′ 52″ E / 41.444811°N,1.247865°E | IPA-13118 | Capelleta de Sant Antoni de Pàdua (Sarral) · Vegeu més fotos d'aquest monument · Carregueu una nova foto d'aquest monument   |
| Presa romana                                                       |           | Romà                                      | Sarral Ctra. Santa Coloma - Montblanc                           | 41° 26′ 52″ N, 1° 14′ 06″ E / 41.447650°N,1.235011°E | IPA-13119 | Carregueu una nova foto d'aquest monument                                                                                    |
| Quadra Can Cogul, o Mas del Cogul                                  |           | Obra popular XVIII                        | Sarral Ctra. Vallverd                                           | 41° 29′ 03″ N, 1° 18′ 28″ E / 41.484119°N,1.307687°E | IPA-13120 | Quadra Can Cogul (Sarral) · Vegeu més fotos d'aquest monument · Carregueu una nova foto d'aquest monument                    |
| Església parroquial de Sant Pere                                   |           | Romànic XII                               | Sarral Anguera                                                  | 41° 25′ 36″ N, 1° 15′ 21″ E / 41.426723°N,1.255786°E | IPA-13124 | Església parroquial de Sant Pere (Sarral) · Vegeu més fotos d'aquest monument · Carregueu una nova foto d'aquest monument    |
| Pont de la Salada                                                  |           | Obra popular                              | Sarral Camí de Belltall i Forès                                 | 41° 27′ 05″ N, 1° 14′ 16″ E / 41.451448°N,1.237906°E | IPA-13125 | Carregueu una nova foto d'aquest monument                                                                                    |
| Pont de l'antic camí a Solivella                                   |           | Obra popular                              | Sarral Antic camí de Sarral a Solivella                         | 41° 26′ 51″ N, 1° 14′ 05″ E / 41.447462°N,1.234653°E | IPA-13126 | Carregueu una nova foto d'aquest monument                                                                                    |
| Pont d'Anguera                                                     |           | Obra popular                              | Sarral                                                          | 41° 25′ 37″ N, 1° 15′ 24″ E / 41.427013°N,1.256623°E | IPA-13127 | Pont d'Anguera (Sarral) · Vegeu més fotos d'aquest monument · Carregueu una nova foto d'aquest monument                      |
| Molí de Vallet                                                     |           | Obra popular                              | Sarral Raval d'en Targa                                         | 41° 26′ 42″ N, 1° 14′ 59″ E / 41.445087°N,1.249705°E | IPA-13128 | Carregueu una nova foto d'aquest monument                                                                                    |
| Molí del Miquel Farre                                              |           | Obra popular                              | Sarral En un descampat a la dreta de la rasa de Vallvert        |                                                      | IPA-13129 | Carregueu una nova foto d'aquest monument                                                                                    |
| Molí de l'Anguera                                                  |           | Obra popular                              | Sarral En un descampat a la dreta del riu Anguera               |                                                      | IPA-13130 | Carregueu una nova foto d'aquest monument                                                                                    |
| Molí del Puig                                                      |           | Obra popular                              | Sarral En un descampat a la dreta del riu Vallverd (enderrocat) |                                                      | IPA-13131 | Carregueu una nova foto d'aquest monument                                                                                    |
| Molí del Solanes                                                   |           | Obra popular                              | Sarral Raval d'en Targa                                         |                                                      | IPA-13132 | Carregueu una nova foto d'aquest monument                                                                                    |
| Molí del Cano                                                      |           | Obra popular                              | Sarral Al peu de la ctra. de Valls                              |                                                      | IPA-13133 | Carregueu una nova foto d'aquest monument                                                                                    |
| Molí del Maxull                                                    |           | Obra popular                              | Sarral Als afores de Sarral                                     |                                                      | IPA-13134 | Carregueu una nova foto d'aquest monument                                                                                    |
| Molí del Temple                                                    |           | Gòtic, obra popular                       | Sarral En un descampat a l'esquerra del riu Vallverd            | 41° 27′ 23″ N, 1° 15′ 55″ E / 41.456351°N,1.265251°E | IPA-13135 | Carregueu una nova foto d'aquest monument                                                                                    |